# Vriesea geniculata
Vriesea geniculata är en gräsväxtart som först beskrevs av Heinrich Wawra, och fick sitt nu gällande namn av Heinrich Wawra. Vriesea geniculata ingår i släktet Vriesea och familjen Bromeliaceae. Inga underarter finns listade i Catalogue of Life.